# Garvin (Minnesota)
Garvin es una ciudad ubicada en el condado de Lyon en el estado estadounidense de Minnesota. En el Censo de 2010 tenía una población de 135 habitantes y una densidad poblacional de 188,85 personas por km².

## Geografía
Garvin se encuentra ubicada en las coordenadas 44°12′45″N 95°45′37″O / 44.21250, -95.76028. Según la Oficina del Censo de los Estados Unidos, Garvin tiene una superficie total de 0.71 km², de la cual 0.69 km² corresponden a tierra firme y (3.62%) 0.03 km² es agua.

## Demografía
Según el censo de 2010, había 135 personas residiendo en Garvin. La densidad de población era de 188,85 hab./km². De los 135 habitantes, Garvin estaba compuesto por el 97.04% blancos, el 0% eran afroamericanos, el 0% eran amerindios, el 0% eran asiáticos, el 0% eran isleños del Pacífico, el 0% eran de otras razas y el 2.96% pertenecían a dos o más razas. Del total de la población el 0% eran hispanos o latinos de cualquier raza.